# Komora wulkaniczna

Komora wulkaniczna (nr 1) na schematycznym przekroju wulkanu

Komora wulkaniczna – zbiornik magmy zasilający magmą wulkan lub inne miejsce erupcji wulkanicznej.
Komory wulkaniczne zwykle leżą płytko, nawet kilka kilometrów pod powierzchnią ziemi.